# NGC 6938
NGC 6938 is een open sterrenhoop in het sterrenbeeld Vosje. Het hemelobject werd op 18 juli 1784 ontdekt door de Duits-Britse astronoom William Herschel. De helderste ster in deze open sterrenhoop is HD 347048.